# Наровчизна (Мозырский район)
Наровчизна (бел. Нароўшчызна) — деревня в Козенском сельсовете Мозырского района Гомельской области Республики Беларусь.

## География

### Расположение
Примыкает к городу Мозырь с запада, 137 км от Гомеля, 1 км от железнодорожной станции Козенки (на линии Калинковичи — Овруч).

## Транспортная сеть
Транспортные связи по просёлочной, затем автодорогам, которые отходят от Мозыря. Деревянные крестьянские усадьбы стоящие у просёлочной дороги.

## История
По письменным источникам известна с XIX века как село в Мозырском уезде Минской губернии. В 1917 году в Слободской волости Мозырского уезда Минской губернии. В 1929 году жители вступили в колхоз. Действовала начальная школа (в 1935 году 20 учеников). Во время Великой Отечественной войны 3 жителя погибли на фронте. Согласно переписи 1959 года в составе колхоза «Родина» (центр — деревня Козенки).

## Население

### Численность
- 2004 год — 73 хозяйства, 187 жителей.

### Динамика
- 1870 год — 14 ревизских душ.
- 1897 год — 16 дворов, 53 жителя (согласно переписи).
- 1917 год — 120 жителей.
- 1925 год — 24 двора.
- 1959 год — 63 жителя (согласно переписи).
- 2004 год — 73 хозяйства, 187 жителей.

## Известные уроженцы
- М. В. Борисов — Герой Советского Союза.
- М. В. Муравьёв — Герой Советского Союза. Его именем названа одна из улиц деревни Козенки.